# Deux Vies plus une
Pour plus de détails, voir Fiche technique et Distribution.
Deux vies plus une est un film français réalisé par Idit Cebula sorti en 2007.

## Synopsis
Éliane se sent étouffée entre son travail d'institutrice, son époux protecteur, sa mère envahissante et sa fille.
Elle est au bord de la crise. Encouragée par ses meilleures amies et de nouvelles rencontres, elle décide de poursuivre un rêve : réconcilier sa vie actuelle et celle à laquelle elle a toujours aspiré.

## Fiche technique
- Titre : Deux vies plus une
- Réalisation : Idit Cebula
- Scénario : Idit Cebula et Emmanuelle Michelet
- Musique originale : Arthur H
- Produit par : François Kraus et Denis Pineau-Valencienne
- Photographie : Stephan Massis
- Montage : Célia Lafitedupont, Luc Barnier et Sarah Ternat
- Production : Les Films du kiosque
- Distribution France : Rezo Films
- Pays d'origine :  France
- Format : couleur - 1,85:1 - Dolby Digital - 35 mm
- Genre : comédie
- Durée : 90 minutes
- Date de sortie : 17 octobre 2007

## Distribution
- Emmanuelle Devos : Éliane Weiss
- Gérard Darmon : Sylvain Weiss
- Jocelyn Quivrin : David Klein
- Michel Jonasz : Guidalé
- Michel Feldman : Jusek, le père
- Solange Najman : Rénia, la mère
- Jackie Berroyer : Le directeur d'école
- Catherine Hosmalin : Monique
- Maïa Rivière : Bella Weiss
- Ruben Pariente : Quentin Bernier
- Igor Gotesman : Boris
- Laurence Février : Rachel
- Yvon Back : Michel

Avec la participation de
- Valérie Benguigui : Valentine
- Nathalie Levy-Lang : Nicole
- Idit Cebula : Jeanne Sfez, auteure
- Vincent Fouquet : le père de Jérémie
- Emmanuelle Michelet : La boulangère

## Distinctions
- Festival international des jeunes réalisateurs de Saint-Jean-de-Luz : Chistera du meilleur film